# Драган Обреновић
Драган Обреновић (Матино Брдо, општина Рогатица, 12. април 1963) пензионисани је потпуковник Војске Републике Српске.

## Биографија
Рођен је у српском селу Матино Брдо у општини Рогатица, СФРЈ. У Југословенској народној армији је имао чин капетана. Када је почео распад Југославије, Обреновић се налазио у војном гарнизону (оклопне и моторизоване јединице ЈНА) у општини Зворник. Вршио је дужност начелника штаба (замјеник команданта) Прве зворничке пјешадијске бригаде Војске Републике Српске са чином мајора ВРС. У децембру 1995. је унапређен у чин потпуковника ВРС. Постао је командант 303. моторизоване бригаде ВРС 29. априла 1996, а командант 503. моторизоване бригаде (Зворник) ВРС у августу 1998. године. Двије бригаде којима је командовао су настале из Прве зворничке пјешадијске бригаде. Осуђен је на 17 година затвора због почињених ратних злочина. Дана 29. фебруара 2012. пуштен је на слободу, после одслужења више од половине казне.